# 马塞尔·肖维涅
马塞尔·肖维涅（法語：Marcel Chauvigné，1911年9月24日—1972年7月2日），法国男子赛艇运动员。他曾代表法国参加1936年夏季奥林匹克运动会赛艇比赛，获得男子四人单桨有舵手铜牌。